# Cerhomalus absconditus
Cerhomalus absconditus är en skalbaggsart som beskrevs av Rudolph Petrovitz 1971. Cerhomalus absconditus ingår i släktet Cerhomalus och familjen Orphnidae. Inga underarter finns listade i Catalogue of Life.